# Zohar Manna
Zohar Manna (Haifa, 1939 – 30 agosto 2018) è stato un informatico israeliano naturalizzato statunitense.
È stato professore di informatica alla Stanford University.

## Biografia
Ha conseguito la laurea (Bachelor of Science) e il Master presso il Technion - Israel Institute of Technology.
Ha frequentato la Carnegie Mellon University e ha conseguito il dottorato di filosofia (PhD) in informatica nel 1968.
Manna tornò in Israele nel 1972 come professore di matematica applicata presso il Weizmann Institute of Science. È diventato professore ordinario a Stanford nel 1978. È rimasto affiliato al Weizmann Institute of Science fino al 1995. Ha continuato a lavorare come professore a Stanford fino al pensionamento nel 2010.
Ha supervisionato 30 studenti di dottorato, tra cui Nachum Dershowitz, Adi Shamir, Thomas Henzinger, Pierre Wolper e Martín Abadi.

## Libri
È autore di nove libri. The Mathematical Theory of Computation (McGraw Hill, 1974; ristampato Dover, 2003) è uno dei primi testi a fornire un'ampia copertura dei concetti matematici alla base della programmazione del computer.
Con Amir Pnueli, è coautore di una trilogia incompiuta di libri di testo sulla logica temporale e sulla verifica dei sistemi reattivi: The Temporal Logic of Reactive and Concurrent Systems: Specification (Springer-Verlag, 1991), The Temporal Logic of Reactive and Concurrent Systems: Safety (Springer-Verlag, 1995) e The Temporal Logic of Reactive and Concurrent Systems: Progress (non pubblicato; i primi tre capitoli sono pubblicati su http://theory.stanford.edu/~zm/tvors3.html).
Con Aaron R. Bradley è stato coautore di un libro di testo, The Calculus of Computation, che funge da introduzione sia alla logica del primo ordine che alla verifica formale.

## Premi
Nel 1994 è stato nominato membro dell'Association for Computing Machinery. Nel 2016, ha condiviso l'Herbrand Award con Richard Waldinger per la sua "ricerca pionieristica e contributi pedagogici (con Richard Waldinger) al ragionamento automatizzato, alla sintesi di programmi, alla pianificazione e ai metodi formali". Ha ricevuto il Premio Bauer dall'Università Tecnica di Monaco e un dottorato honoris causa dall'École Normale Supérieure de Cachan.